# Magniezia africana
Magniezia africana is een pissebed uit de familie Stenasellidae. De wetenschappelijke naam van de soort is voor het eerst geldig gepubliceerd in 1945 door Monod.